# Stighud

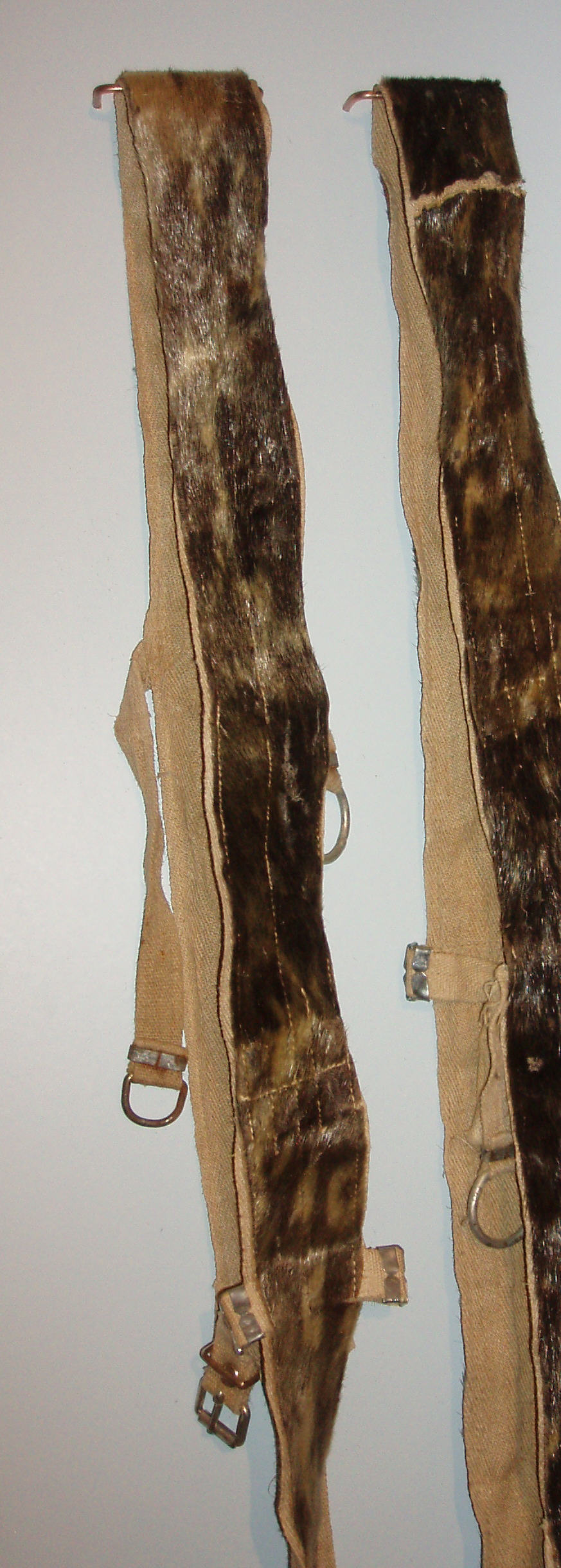
Stighud av sälskinn, från 1925

Som stighud betecknas en läderbit som spänns fast under skidorna för att på ett behändigt sätt bestiga snöklädda branter.
Idag tillverkas "stighud" huvudsakligen av syntetiska material.